# Selección femenina de fútbol de Hungría
La selección femenina de fútbol de Hungría representa a Hungría en las competiciones internacionales de fútbol femenino. Jugó su primer partido internacional el 9 de abril de 1985 contra la selección femenina de fútbol de Alemania Federal, partido que ganó Hungría por un gol a cero. 
No ha participado aún en la Eurocopa Femenina. En la fase de clasificación para la edición de 1991 consiguió alcanzar los cuartos de final, donde cayó derrotada frente a Noruega por dos goles a uno, el 14 de noviembre de 1990.
Hasta el momento no ha logrado clasificarse para disputar la Copa Mundial Femenina de Fútbol, ni tampoco los juegos olímpicos.

## Estadísticas

### Copa Mundial Femenina de Fútbol
| Edición | Resultado      | Posición       | PJ             | PG             | PE             | PP             | GF             | GC             |
| ------- | -------------- | -------------- | -------------- | -------------- | -------------- | -------------- | -------------- | -------------- |
| 1991    | No clasificó   | No clasificó   | No clasificó   | No clasificó   | No clasificó   | No clasificó   | No clasificó   | No clasificó   |
| 1995    | No clasificó   | No clasificó   | No clasificó   | No clasificó   | No clasificó   | No clasificó   | No clasificó   | No clasificó   |
| 1999    | No clasificó   | No clasificó   | No clasificó   | No clasificó   | No clasificó   | No clasificó   | No clasificó   | No clasificó   |
| 2003    | No clasificó   | No clasificó   | No clasificó   | No clasificó   | No clasificó   | No clasificó   | No clasificó   | No clasificó   |
| 2007    | No clasificó   | No clasificó   | No clasificó   | No clasificó   | No clasificó   | No clasificó   | No clasificó   | No clasificó   |
| 2011    | No clasificó   | No clasificó   | No clasificó   | No clasificó   | No clasificó   | No clasificó   | No clasificó   | No clasificó   |
| 2015    | No clasificó   | No clasificó   | No clasificó   | No clasificó   | No clasificó   | No clasificó   | No clasificó   | No clasificó   |
| 2019    | No clasificó   | No clasificó   | No clasificó   | No clasificó   | No clasificó   | No clasificó   | No clasificó   | No clasificó   |
| 2023    | No clasificó   | No clasificó   | No clasificó   | No clasificó   | No clasificó   | No clasificó   | No clasificó   | No clasificó   |
| 2027    | Por disputarse | Por disputarse | Por disputarse | Por disputarse | Por disputarse | Por disputarse | Por disputarse | Por disputarse |
| Total   | 0/9            | -              | -              | -              | -              | -              | -              | -              |

### Eurocopa Femenina
| Edición | Resultado               | Posición                | PJ                      | PG                      | PE                      | PP                      | GF                      | GC                      |
| ------- | ----------------------- | ----------------------- | ----------------------- | ----------------------- | ----------------------- | ----------------------- | ----------------------- | ----------------------- |
| 1984    | No existía la selección | No existía la selección | No existía la selección | No existía la selección | No existía la selección | No existía la selección | No existía la selección | No existía la selección |
| 1987    | No clasificó            | No clasificó            | No clasificó            | No clasificó            | No clasificó            | No clasificó            | No clasificó            | No clasificó            |
| 1989    | No clasificó            | No clasificó            | No clasificó            | No clasificó            | No clasificó            | No clasificó            | No clasificó            | No clasificó            |
| 1991    | No clasificó            | No clasificó            | No clasificó            | No clasificó            | No clasificó            | No clasificó            | No clasificó            | No clasificó            |
| 1993    | No clasificó            | No clasificó            | No clasificó            | No clasificó            | No clasificó            | No clasificó            | No clasificó            | No clasificó            |
| 1995    | No clasificó            | No clasificó            | No clasificó            | No clasificó            | No clasificó            | No clasificó            | No clasificó            | No clasificó            |
| 1997    | No clasificó            | No clasificó            | No clasificó            | No clasificó            | No clasificó            | No clasificó            | No clasificó            | No clasificó            |
| 2001    | No clasificó            | No clasificó            | No clasificó            | No clasificó            | No clasificó            | No clasificó            | No clasificó            | No clasificó            |
| 2005    | No clasificó            | No clasificó            | No clasificó            | No clasificó            | No clasificó            | No clasificó            | No clasificó            | No clasificó            |
| 2009    | No clasificó            | No clasificó            | No clasificó            | No clasificó            | No clasificó            | No clasificó            | No clasificó            | No clasificó            |
| 2013    | No clasificó            | No clasificó            | No clasificó            | No clasificó            | No clasificó            | No clasificó            | No clasificó            | No clasificó            |
| 2017    | No clasificó            | No clasificó            | No clasificó            | No clasificó            | No clasificó            | No clasificó            | No clasificó            | No clasificó            |
| 2022    | No clasificó            | No clasificó            | No clasificó            | No clasificó            | No clasificó            | No clasificó            | No clasificó            | No clasificó            |
| 2025    | No clasificó            | No clasificó            | No clasificó            | No clasificó            | No clasificó            | No clasificó            | No clasificó            | No clasificó            |
| Total   | 0/14                    | -                       | -                       | -                       | -                       | -                       | -                       | -                       |

### Liga de Naciones Femenina de la UEFA
| Edición | L     | G     | Resultado     | PJ | PG | PE | PP | GF | GC |
| ------- | ----- | ----- | ------------- | -- | -- | -- | -- | -- | -- |
| 2023-24 | B     | 1     | Segundo lugar | 8  | 2  | 2  | 4  | 11 | 21 |
| Total   | Total | Total | 1/1           | 8  | 2  | 2  | 4  | 11 | 21 |

## Últimos y próximos encuentros
Actualizado al último partido jugado el 16 de julio de 2024
| Fecha      | Ciudad   | Local      | Resultado | Visitante  | Competición                     |
| ---------- | -------- | ---------- | --------- | ---------- | ------------------------------- |
| 23-02-2024 | Felcsút  | Hungría    | 1:5       | Bélgica    | Liga de Naciones Femenina 23/24 |
| 27-02-2024 | Lovaina  | Bélgica    | 5:1       | Hungría    | Liga de Naciones Femenina 23/24 |
| 05-04-2024 | Szeged   | Hungría    | 1:1       | Azerbaiyán | Clas. Eurocopa Femenina 2025    |
| 09-04-2024 | Estambul | Turquía    | 2:1       | Hungría    | Clas. Eurocopa Femenina 2025    |
| 31-05-2024 | Biena    | Suiza      | 2:1       | Hungría    | Clas. Eurocopa Femenina 2025    |
| 04-06-2024 | Budapest | Hungría    | 1:0       | Suiza      | Clas. Eurocopa Femenina 2025    |
| 12-07-2024 | Baku     | Azerbaiyán | 0:5       | Hungría    | Clas. Eurocopa Femenina 2025    |
| 16-07-2024 | Győr     | Hungría    | 1:4       | Turquía    | Clas. Eurocopa Femenina 2025    |

## Última convocatoria
Convocatoria para la Copa de Algarve 2013.
| #  | Nombre            | Posición       | Edad | PJ  | Goles | Club                     |  |
| -- | ----------------- | -------------- | ---- | --- | ----- | ------------------------ |  |
| 1  | Réka Szőcs        | Portera        | 23   | 34  | 0     | MTK Hungária FC          |  |
| 2  | Júlia Németh      | Portera        | 21   | 1   | 0     | Ferencvárosi TC          |  |
| 3  | Klaudia Kovács    | Portera        | 22   | 4   | 0     | Astra Hungary FC         |  |
| 4  | Szilvia Szeitl    | Defensa        | 25   | 39  | 0     | 1. FC Femina             |  |
| 5  | Tímea Gál         | Defensa        | 28   | 44  | 0     | MTK Hungária FC          |  |
| 6  | Szabina Tálosi    | Defensa        | 24   | 35  | 3     | FC Südburgenland         |  |
| 7  | Réka Demeter      | Defensa        | 21   | 20  | 0     | MTK Hungária FC          |  |
| 8  | Alexandra Tóth II | Defensa        | 22   | 26  | 0     | Viktória FC              |  |
| 9  | Mercédesz Vesszős | Defensa        | 21   | 0   | 0     | MTK Hungária FC          |  |
| 10 | Zsanett Jakabfi   | Centrocampista | 23   | 16  | 10    | VfL Wolfsburg            |  |
| 11 | Alexandra Szarvas | Centrocampista | 20   | 5   | 0     | VfL Sindelfingen         |  |
| 12 | Henrietta Csiszár | Centrocampista | 18   | 10  | 1     | MTK Hungária FC          |  |
| 13 | Angéla Smuczer    | Centrocampista | 31   | 75  | 1     | MTK Hungária FC          |  |
| 14 | Alexandra Tóth I  | Centrocampista | 22   | 17  | 0     | Thróttur Reykjavík       |  |
| 15 | Boglárka Szabó    | Centrocampista | 20   | 15  | 0     | Astra Hungary FC         |  |
| 16 | Lilla Sipos       | Centrocampista | 20   | 22  | 5     | Viktória FC              |  |
| 17 | Gabriella Tóth    | Centrocampista | 26   | 38  | 2     | 1. FC Lokomotive Leipzig |  |
| 18 | Anita Pádár       | Delantera      | 33   | 114 | 41    | MTK Hungária FC          |  |
| 19 | Fanny Vágó        | Delantera      | 21   | 40  | 21    | MTK Hungária FC          |  |
| 20 | Erika Szuh        | Delantera      | 23   | 20  | 1     | 1. FC Lokomotive Leipzig |  |
| 21 | Zsanett Kaján     | Delantera      | 15   | 0   | 0     | Ferencvárosi TC          |  |
|    |                   |                |      |     |       |                          |  |
|    |                   |                |      |     |       |                          |  |
| DT | Edina Markó       |                |      |     |       | Bandera de Hungría       |  |

(Los números no corresponden a los dorsales)